# Rotsteißbülbül
Der Rotsteißbülbül (Pycnonotus cafer) oder Rußbülbül ist ein südasiatischer Singvogel.

## Merkmale

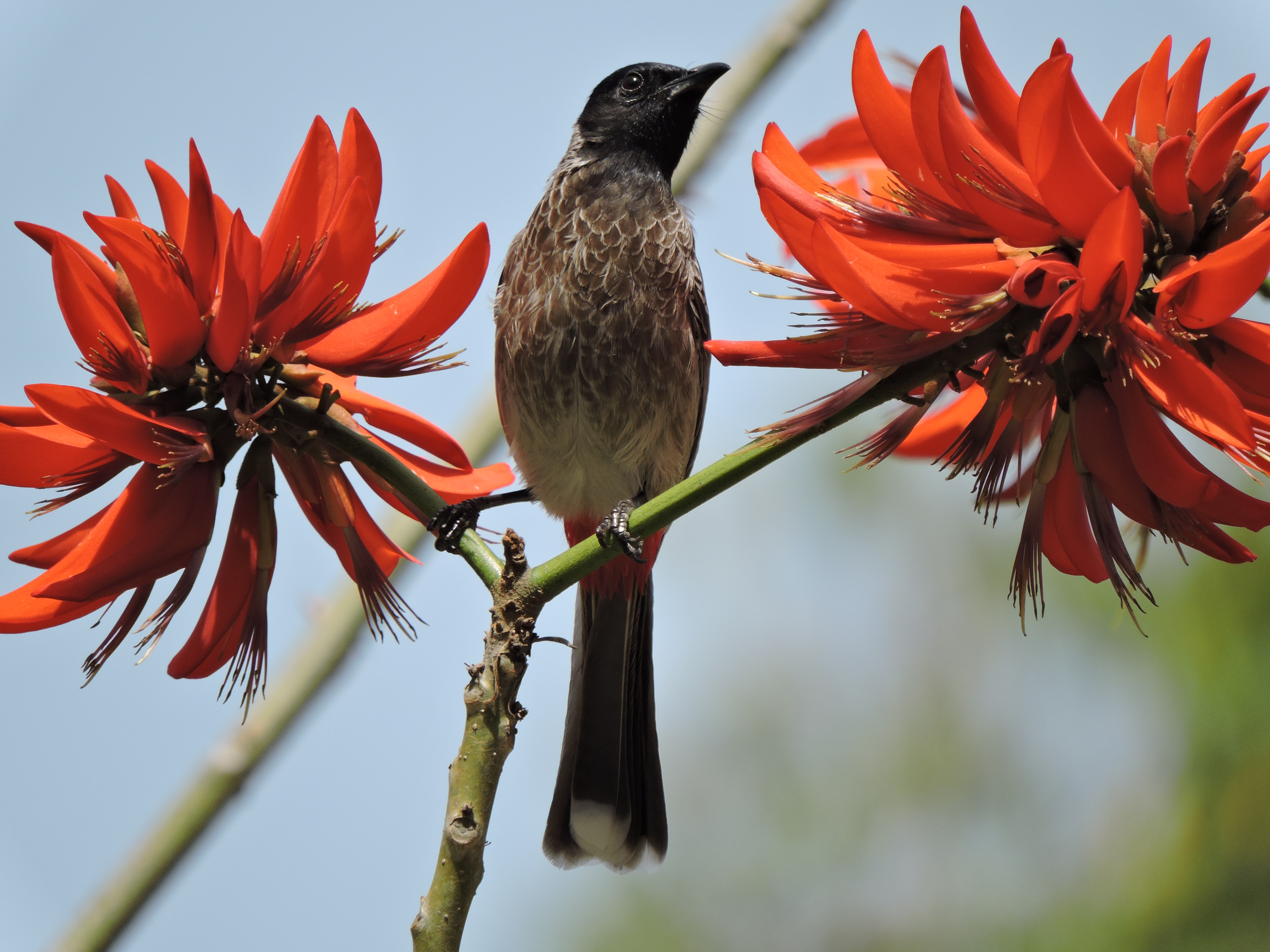
Rotsteißbülbül (nahe dem Sukhna Lake in Chandigarh, Indien)

Der 20 cm lange Rotsteißbülbül hat einen langen Schwanz. Er ist oberseits und an der Brust braun oder schwarz gefärbt. Der Rücken und der Bauch sind heller und mit einer hübschen Schuppenzeichnung versehen. Der Unterbürzel ist rot gefärbt. Der Kopf und die kleine Haube sind schwarz. Die Geschlechter sehen sich ähnlich, die Jungvögel sind weniger farbenprächtig. Der Flug des Rotsteißbülbüls erinnert an einen Specht.
Die Nahrung besteht aus Früchten, Nektar und Insekten.

## Vorkommen

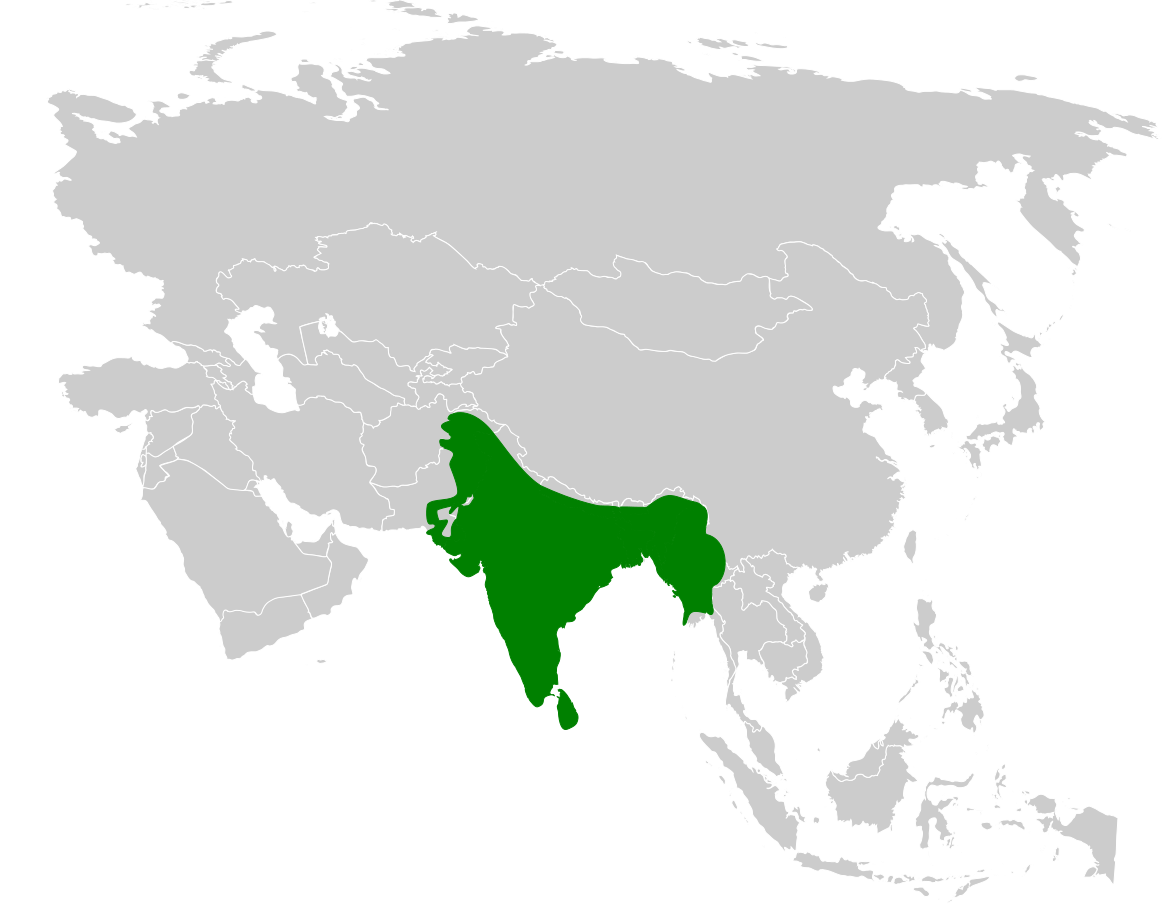
Verbreitung des Rotsteißbülbüls

Der Rotsteißbülbül stammt aus dem tropischen Asien von Indien und Sri Lanka über Myanmar bis ins südwestliche China. Er lebt im Gebüsch, in offenen Wäldern und Kulturland.
Eingebürgerte Vorkommen in anderen Ländern werden bekämpft, weil sie Obstkulturen schädigen. Er wurde auf zahlreichen Inseln/Inselgruppen wie Fidschi, Hawaii, Tahiti und Fuerteventura ausgesetzt, wo er als invasive Art gilt und intensiv bekämpft wird. Auch in Teilen der Vereinigten Arabischen Emirate, Bahrain, USA und Argentinien ist die Art eingebürgert worden. Eingebürgerte Vorkommen in Neuseeland wurden bekämpft und ausgerottet. 2018 brütete die Art auf Fuerteventura.
Die Art steht auf der Liste der 100 of the World’s Worst Invasive Alien Species. 2022 ist sie in die Liste invasiver gebietsfremder Arten von unionsweiter Bedeutung für die Europäische Union aufgenommen worden.

## Fortpflanzung
Das Weibchen legt drei, manchmal vier braunrot gesprenkelte Eier, die rund zwei Wochen lang bebrütet werden.